# Bronisław Jamontt

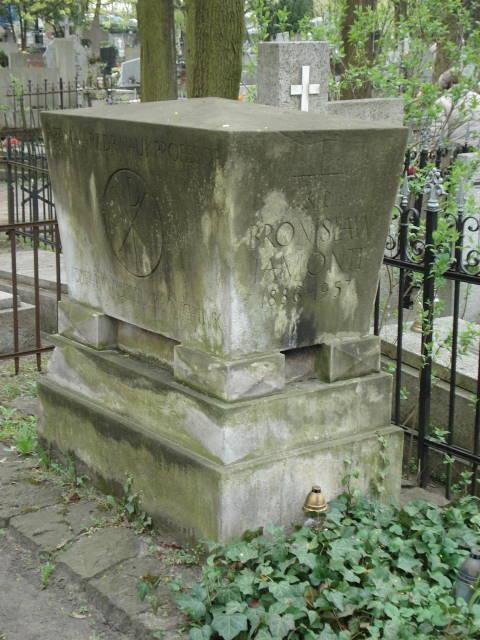
Nagrobek Bronisława Jamontta na cmentarzu św. Jerzego w Toruniu

Bronisław Jamontt (ur. 5 sierpnia 1886 w Dokudowie, zm. 4 lutego 1957 w Toruniu) – polski malarz i pedagog; od 1946 profesor zwyczajny, od 1953 ze stopniem doktora nauk o sztuce.

## Życiorys
Syn Kazimierza i Marii ze Świackiewiczów. Uczęszczał do I Gimnazjum Klasycznego w Wilnie, równolegle ucząc się w Wileńskiej Szkole Rysunku. W 1907 roku ukończył gimnazjum, a w 1908 podjął studia prawnicze na uniwersytecie w Petersburgu, uczestnicząc też, jako wolny słuchacz, w zajęciach na Akademii Sztuk Pięknych. Po dwóch latach zrezygnował ze studiów, powrócił do Wilna i zaczął nauczać rysunku w okolicznych majątkach ziemiańskich. W latach 1918–1919 uczył w Szkole Realnej Polskiej Macierzy Szkolnej w Homlu, w latach 1924–1931 prowadził też kursy maturalne przy Gimnazjum im. Króla Zygmunta Augusta w Wilnie, pracował też jako urzędnik. 
W tym czasie regularnie malował, pierwsza wystawa jego prac miała miejsce w 1915 roku w Wilnie. Kolejne miały miejsce w Warszawie (w Zachęcie), potem  w Paryżu, Brukseli (1928–1929), Hadze, Amsterdamie (1929), Bukareszcie (1930), Kopenhadze (1930–1931), Gdańsku (1930), Moskwie (1933), Rydze (1934), Berlinie i Monachium (1935).
Po odbyciu kilku podróży artystycznych po Europie (Paryż, Bruksela, Rzym, Florencja), w 1928 roku ponownie podjął studia na Uniwersytecie Stefana Batorego. W 1931 został zatrudniony jako starszy asystent w Katedrze Malarstwa Pejzażowego tej uczelni. W 1934 roku ukończył studia i zastępował kierującego katedrą Ferdynanda Ruszczyca, a w 1937 roku, po śmierci tego ostatniego, uzyskał stanowisko profesora i przejął formalnie kierownictwo katedry. Wykształcił wielu malarzy, w tym m.in.: Aleksandra Trojkowicza. 
W czasie II wojny światowej zaangażował się w tajne nauczanie na poziomie uniwersyteckim. 
Po wojnie trafił do Torunia, gdzie 1 października 1945 został tymczasowo powołany na stanowisko profesora tworzonego Uniwersytetu Mikołaja Kopernika. Organizował na Wydziale Humanistycznym Sekcję Sztuk Pięknych, która w 1946 roku przekształciła się w Wydział Sztuk Pięknych. Był jego dziekanem oraz kierownikiem Katedry Malarstwa Pejzażowego, a następnie Zakładu Pejzażu i Martwej Natury. 
Zmarł 4 lutego 1957 roku w Toruniu. Spoczywa na tamtejszym cmentarzu św. Jerzego przy ul. Konstantego Gałczyńskiego. 

## Malarstwo
Specjalizował się w malarstwie pejzażowym (jego obrazy przedstawiały m.in. widoki Wilna, Wileńszczyzny i Torunia), używał tempery, gwaszu, akwareli, oleju. W późniejszych latach tworzył też grafiki, m.in. stosując akwafortę.

## Ordery i odznaczenia
- Złoty Krzyż Zasługi (13 czerwca 1930)[2]
- Medal 10-lecia Polski Ludowej (1955)[3]